# Лата Мангешкар
Лата Мангешкар (англ. Lata Mangeshkar, маратхі लता मंगेशकर; 28 вересня 1929 — 6 лютого 2022) — індійська співачка, одна з найвідоміших закадрових співачок в Індії. Лата — друга індійська співачка, яка отримала Бхарат Ратна — найвищу цивільну нагороду в Індії. У Лати є три молодші сестри (також співачки і закадрові вокалістки) — Аша Бхосле, Уша Мангешкар, Мина Мангешкар і брат Хрідаянатх Мангешкар.

## Вокальна кар'єра
Кар'єра Лати почалася в 1942 році і триває вже більше семи десятиліть. Вона записала пісні для більш ніж тисячі Боллівудських фільмів на більш ніж тридцяти шести регіональних мовах Індії та іноземних мовах, але найбільше на хінді. Її голосом співають безліч героїнь індійського кіно, включаючи молодих жінок (наприклад, Марджіну з радянсько-індійських «Пригодах Алі-Баби і сорока розбійників» у виконанні Хеми Маліні) і навіть маленьких дівчаток (наприклад, персонажа дев'ятирічної  Сонії Сінгх у фільмі англ. Do Kaliyaan.
Мангешкар потрапила в  «Книгу Рекордів Гіннеса» (з 1974–1991 рр.) За «Найбільшу кількість записів». Згідно із записом в КРГ 1974 року народження, за 1948–1974 роки вона зробила не менш 25000 записів соло, дуетів і бек-вокалу пісень на 20 індійських мовах (згідно виданню 1987 року — вже 30 000 записів). Це викликало критику ряду джерел, які вважали, що число пісень набагато перебільшено, включаючи її колегу Мухаммед Рафі, який написав в 1977 році в адміністрацію Книги Рекордів: «У такому випадку, я зробив 28000 записів». Пізніше прихильники співачки перерахували кількість її записів по конкретних найменуваннях, отримавши загальне поточне їх число до 6500, при їх кількості до дати смерті Рафі (близько 5000) дійсно трохи менше, ніж у нього. В даний час як рекордсмен Книги Гіннесса за найбільшою кількістю вокальних записів числиться молодша сестра Лати, Аша Бхосле, з приблизно 11 тисячами пісень на момент реєстрації рекорду.

## Часткова фільмографія
Крім вокальної кар'єри, Лата Мангешкар знімалася в кіно як актриса, писала музику для кінофільмів, продюсувала кінофільми. Ось неповний перелік її робіт:

### Актриса
1. 1942 — Pahili Mangalagaur (мовою  маратхі)
2. 1943 — Chimukla Sansaar (маратхі)
3. 1943 — Maajhe Baal (маратхі)
4. 1944 — Gajabhau (маратхі)
5. 1945 — Badi Maa (хінді)
6. 1946 — Jeevan Yaatra
7. 1946 — Subhadra
8. 1948 — Mandir
9. 1952 — Chattrapati Shivaji (хінді-маратхі) (гість в одній пісні)
10. 2000 — Pukar (гість у пісні  «Ek Tu Hi Bharosa» )

### Композитор
1. 1955 — Ram Ram Pavhane
2. 1963 — Maratha Tituka Melvava (маратхі) (під псевдонімом «Anand Ghan»)
3. 1963 — Mohityanchi Manjula (маратхі) (під псевдонімом «Anand Ghan»)
4. 1965 — Sadhi Manase (маратхі) (під псевдонімом «Anand Ghan») (нагорода «Найкращий музичний директор» від уряду штату Махараштра, нагорода «Найкраща пісня» за пісню «Airanichya deva tula»)
5. 1969 — Tambadi Mati (маратхі) (під псевдонімом «Anand Ghan»)

### Продюсер
1. 1953 — Vaadal (маратхі)
2. 1953 — Jhaanjhar (хінді) (со-продюсер з C. Ramchandra)
3. 1955 — Kanchan (хінді)
4. 1990 — Lekin (хінді)